# Zezé Polessa
Maria José de Castro Polessa (Rio de Janeiro, 22 de setembro de 1953) é uma atriz brasileira. Artista versátil, começou sua carreira na medicina ao mesmo tempo em que estudava para ser atriz, onde se consagrou e tornou-se conhecida por suas personagens intensas, tanto na comédia quanto no drama. Polessa é ganhadora de vários prêmios, incluindo um APCA, um Mambembe e três Prêmios Qualidade Brasil, além de ter recebido indicações para dois troféus Grande Otelo e dois Prêmios Shell.
Polessa fez sua estreia profissional na peça de drama Drácula (1973), Bram Stoker. No entanto, foi no papel de Mimi em Os Infortúnios de Mimi Boaventura (1974) que ela ganhou reconhecimento sendo eleita atriz revelação pela crítica carioca. Desde então, tornou-se assídua no teatro e recebeu aclamação, como em Chapeuzinho Amarelo (1980), Mabel Mabel (1982), O Beijo no Asfalto (1984), Rita Formiga (1986), A Mulher que Matou os Peixes (1994), pela qual levou um Mambembe, Não Sou Feliz, Mas Tenho Marido (2006) e Quem Tem Medo de Virgínia Wolf? (2013), sendo duplamente indicada ao Prêmio Shell pelas duas últimas.
Na televisão, sua estreia ocorreu em 1985 na minissérie Tudo em Cima, da Rede Manchete. Em telenovelas, Polessa teve personagens importantes em Top Model (1989), Explode Coração (1995), Porto dos Milagres (2001), A Lua Me Disse (2005), Beleza Pura (2008), Escrito nas Estrelas (2010), Cordel Encantado (2011), Salve Jorge (2012), Império (2014),  A Força do Querer (2017) e Amor Perfeito (2023). Ela também obteve reconhecimento por suas atuações em seriados, cômicos e dramáticos, como O Portador (1991), As Noivas de Copacabana (1992), Memorial de Maria Moura (1994), pela qual recebeu um APCA, Decadência (1995), Hilda Furacão (1998), Garotas do Programa (2000) e O Bem-Amado (2011), pela qual venceu um Prêmio Qualidade Brasil.
No cinema, fez seu primeiro trabalho na comédia dramática Romance da Empregada (1988), em uma participação. Recebeu um prêmio no Festival de Gramado por sua atuação no curta-metragem Dedicatórias (1995). Polessa é reconhecida pela versatilidade, tendo atuado nos mais diversos gêneros, com destaque em As Alegres Comadres (2003), Achados e Perdidos (2006), pelo qual foi indicada ao Grande Otelo, Caixa Dois (2007), O Bem-Amado (2010), Irmã Dulce (2014), novamente nomeada ao Grande Otelo, O Amor no Divã (2016) e Minha Família Perfeita (2022).

## Juventude
Nascida no Rio de Janeiro em 22 de setembro de 1953, Maria José começou a trabalhar aos 17 anos de idade fazendo pesquisas de opinião nas ruas. Ao mesmo tempo, ingressou no curso de Medicina pela Faculdade de Medicina da Universidade Federal do Rio de Janeiro, onde se formou em 1977. Polessa sempre interessou-se pelo teatro, mas, por pressão familiar, optou por seguir uma carreira tradicional. Mesmo assim, dividia seu tempo com o teatro participando de algumas peças amadoras. Ainda por influência de sua família, ingressou no curso de pós-graduação em saúde pública. Só depois de concluir o curso conseguiu trocar tudo pelo teatro. Foi ao ingressar no Teatro O Tablado que teve um despertar pela atuação profissional.

## Carreira

### 1973—89: Formação artística e reconhecimento da crítica especializada
Polessa construiu sua carreira como atriz a partir de seus estudos na Aliança Francesa do bairro da Tijuca, no Rio de Janeiro. Formada em um grupo de teatro na Aliança Francesa de Copacabana, ela estreou sua atuação na peça Os Infortúnios de Mimi Boaventura, que foi apresentada nas sextas, sábados e domingos na Sala Molière, localizada no porão da escola, enquanto o restante da instituição permanecia fechado. A peça chamou a atenção dos críticos cariocas que assistia a peça, e Zezé recebeu o prêmio de atriz revelação em 1974 pelo seus desempenho como a protagonista "Mimi". Antes disso, ela já havia atuado em uma adaptação de Drácula (1973), de Bram Stoker, e Às Armas, de Miguel Oniga.
Em 1975 participou de Os Peixes da Babilônia, de Miguel Oniga, e em 1977 esteve no elenco da peça A Fabulosa História de Melão City, do grupo Contadores de Histórias, e na montagem de Balaço Barco, do grupo Saltimbancos. Em 1979, atuou na peça O Despertar da Primavera, do grupo Pessoal do Despertar e, em 1980, protagonizou Chapeuzinho Amarelo, de Chico Buarque. Esteve também no elenco de outras montagens, entre elas: Moço em Estado de Sítio, de Oduvaldo Vianna Filho (1982), Mabel Mabel (1982), O Círculo de Giz, de Bertolt Brecht (1983), A Família Titanic, de Mauro Rasi (1983), Folias do Coração, de Geraldo Carneiro (1983) e O Beijo no Asfalto de Nelson Rodrigues (1984).
Em 1985, estreia na televisão atuando na minissérie Tudo em Cima, da TV Manchete, escrita por Bráulio Pedroso e Geraldo Carneiro. Na trama, de suspense policial que investiga uma explosão que matou uma figura importante da sociedade, ela interpreta "Clara". Entre 1985 e 1986, atua no seriado Tamanho Família, que acompanha uma família de classe média enfrentando a crise brasileira com bom humor. Este foi o primeiro trabalho de Miguel Falabella como autor de séries humorísticas e tinha ainda no elenco Ivan Cândido, Suely Franco, Diogo Vilela e Elizabeth Henreid nos papéis principais.
Em 1986, retornou ao teatro protagonizando a peça Rita Formiga, de Domingos Oliveira. A personagem "Rita Formiga" da peça foi inspirada na atriz Maria Gladys, que nos anos 60, era vizinha do diretor, e costumava telefonar para Domingos de Oliveira, compartilhando histórias tão inusitadas e com uma alegria de viver tão genuína que ele decidiu gravá-las. Neste ano, também está em El Grande de Coca-Cola, de Naum Alves de Sousa, com Pedro Paulo Rangel. No ano seguinte, em 1987, integrou o elenco da peça Ensaio nº 4 - Os Possessos, de Dostoievski, e do musical Jou Jou Balangandãs, de Antônio Pedro. Nesse mesmo ano, fez sua estreia no cinema no filme Romance da Empregada, de Bruno Barreto, estrelado por Betty Faria, onde Polessa atua em uma participação especial como uma garçonete engraçada de uma festa onde a protagonista está.
Em 1988 participou da montagem de Noel Rosa: Um Musical, de Joaquim Assis, que tinha Pedro Cardoso no papel do cantor Noel Rosa, e foi agraciada com o Prêmio Mambembe pela sua participação em Delicadas Torturas, de Harry Kondoleon. No ano seguinte, é dirigida por Walmor Chagas no espetáculo O Santo e a Porca, comédia escrita por Ariano Suassuna e protagonizada por ela ao lado de Ítalo Rossi. Também em 1989, é contratada pela TV Globo e faz sua estreia na emissora com a personagem "Naná" no sucesso do horário das sete Top Model, novela de Walther Negrão e Antônio Calmon. Na trama, sua personagem é uma mulher atrapalhada e carente. Está no núcleo principal da novela e trabalha como secretária, babá e fiel escudeira de "Gaspar" (Nuno Leal Maia), ajudando-o a criar seus cinco filhos órfãos de mãe. Ela secretamente nutre uma paixão platônica por ele e disputa esse amor com a bela "Marisa" (Maria Zilda Bethlem).

### 1990—99: Projeção nacional e consolidação de seu espaço na TV
Em 1990, é convidada para o espetáculo especial Receita de Vinícius, que tem autoria e trilha sonora assinada por Vinícius de Moraes, e também está no elenco de Bukowski: Bicho Solto no Mundo, com Paulo José. Posteriormente, em 1991, foi escalada para o elenco de Vamp, mais um sucesso de audiência em parceria com Antônio Calmon. Na novela, ambientada em uma fictícia cidade do interior do país tomada por vampiros, interpretou "Silvia", proprietária de um restaurante na cidade, e fez par romântico com Paulo José novamente (anteriormente haviam trabalhado no teatro). Neste ano, também realizou uma participação especial no humorístico Doris para Maiores, apresentado por Dóris Giesse, onde havia uma esquete onde ela interpretava a androide "Dorfe", contracenando com Polessa, Diogo Vilela e Débora Bloch.
Ainda em 1991, interpreta "Vilma" na minissérie O Portador, que acompanha o empresário "Léo" (Jayme Periad), um homem que contraiu o vírus HIV devido a uma transfusão de sangue recebida após ser vítima de um acidente aéreo durante uma viagem a Manaus e agora luta contra os preconceitos sociais da doença e por descobrir de quem contraiu a doença. Entre 1992 e 1994, foi aclamada no teatro com o espetáculo infantil A Mulher que Matou os Peixes, baseado na obra de Clarice Lispector. Dividindo o palco com o pianista Marcelo de Alvarenga e com seu duplamente filho – na vida real e na peça – João Polessa Dantas, ela recebeu elogios por prender a atenção do público com o difícil trabalho do monólogo. Polessa recebeu os prêmios de melhor atriz pelo Prêmio Coca-Cola de Teatro Infantil e no prestigiado Troféu Mambembe.
Em 1992, aparece na minissérie As Noivas de Copacabana, de Dias Gomes, que traz Miguel Falabella no papel de um serial killer que atrai mulheres vestidas de noiva para assassiná-las. Zezé deu vida à "Mariana", esposa do detetive "França" (Reginaldo Faria), que investiga o caso, com quem vive uma crise no casamento. Na televisão, esteve em episódios especiais do seriado Você Decide e, no teatro, é dirigida por José Wilker no espetáculo Mephisto, de Klaus Mann, que tinha uma grande elenco. Em seguida, Polessa teve um grande reconhecimento por sua atuação na minissérie Memorial de Maria Moura, recebendo o prêmio da Associação Paulista de Críticos de Arte como melhor atriz coadjuvante de televisão. A minissérie acompanha a vida de "Maria Moura", interpretada por Glória Pires, uma jovem que se recusa a viver a vida destinada para uma mulher no século XIX e torna-se uma revolucionária com seu bando. Zezé interpreta "Firma", prima inescrupulosa que invade as terras de "Maria" com seus irmãos "Tonho" (Ernani Moraes) e "Irineu" (Otávio Müller).
Em 1995, atuou na minissérie Decadência, de Dias Gomes, como a criada "Jandira", e na novela Explode Coração, de Glória Perez, trama que aborda a cultura cigana. Interpreta a fútil "Mila", esposa de "Tolentino" (Cláudio Cavalcanti), que juntos formam um casal que implicam com os costumes ciganos de seus vizinhos. Sua personagem é uma típica "nova rica", uma mulher que vive de aparências e deseja que seu marido cresça profissional e financeiramente. No teatro, volta aos palcos com a peça Lágrimas Amargas de Um Guarda Chuva, sob a direção de Eid Ribeiro.
Em 1996, voltou a trabalhar numa produção assinada por Miguel Falabella, a telenovela Salsa e Merengue, que a trouxe no papel de "Marinelza Bolla". Na trama, que tinha como tema central uma comédia romântica e muito suspense, sua personagem é uma mulher de caráter dúbio. Ela é a esposa do velho "Walmir Bolla" (Oswaldo Louzada), dono de uma rede de supermercados e influente na região, aguentando os mandos e desmandos do marido. No entanto, ela é amante do protagonista consquitador "Valentim" (Marcos Palmeira). Também em 96, é dirigida por Falabella no monólogo Florbela Espanca - A Bela do Alentejo, que narra a última noite de vida da poetisa portuguesa Florbela Espanca, antes do suicídio. Em 1997, dedicou-se ao cinema atuando no drama jornalístico Doces Poderes, de Lúcia Murat, interpretando uma jornalista, e protagonizando no papel de uma viúva o curta-metragem Dedicatórias, que lhe valeu o prêmio de melhor atriz de curta-metragem no Festival de Gramado.
No teatro, estreia na direção com o espetáculo O Semelhante (1997), cuja autoria é de Elisa Lucinda. Em 1998, é convidada por Miguel Falabella e Maria Carmem Barbosa (autores da novela Salsa e Merengue) para atuar na peça O Submarino, sob a direção de Mauro Mendonça Filho. Protagonizada por ela e Falabella, a peça é uma comédia romântica que narra a história de "César" e "Rita", um casal moderno em seus altos e baixos, discutindo a vida a dois. Neste ano, também esteve na minissérie Hilda Furacão, com adaptação de Glória Perez, onde interpreta a simples "Neném", uma mulher religiosa e batalhadora que criou o filho "Frei Maltus" (Rodrigo Santoro) para ser um santo. Mas tem sua vida abalada quando o filho se envolve com a prostituta "Hilda", personagem de Ana Paula Arósio.
Polessa fez uma participação especial no episódio "Um Conde Chamado Desejo" (parodiando o título do clássico romance Um Bonde Chamado Desejo), do seriado cômico Sai de Baixo, interpretando a condessa "Lola Antibes", irmã de "Caco Antibes", contracenando novamente com seu amigo Miguel Falabella. Em 1999, fez uma participação em alguns capítulos da novela Andando nas Nuvens, de Euclydes Marinho, interpretando a motoqueira imprevisível "Bonitona", que é apaixonada por "Otávio" (Marco Nanini) e o ajuda a fugir da clínica psiquiátrica.

### 2000—09: Consagração artística e amadurecimento dos personagens
Em 2000, atuou no musical Crioula, escrito e dirigido por Stella Miranda para contar a vida da consagrada cantora Elza Soares, e no seguinte esteve na comédia Os Monólogos da Vagina, baseada no livro The Vagina Monologues, da americana Eve Ensler. Nesta versão brasileira, Polessa, Cláudia Rodrigues e Vera Setta narram os monólogos e também interpretam 25 personagens entre si. Em 2000, ainda, protagonizou o humorístico Garotas do Programa, que tinha diversas esquetes e contava ainda com Marília Pêra, Betty Gofman, Camila Pitanga, Drica Moraes e Mariana Hein no elenco principal.
Em 2001, destacou-se no elenco da novela Porto dos Milagres, de Aguinaldo Silva, como a extravagante "Amapola Ferraço". Sua personagem é a maior perua da cidade, adora grifes e acessórios extravagantes, além de se dedicar intensamente à ginástica para manter o corpo em forma. O problema é o exagero e a falta de senso: mistura cores e estilos de cabelo de maneira bem peculiar. Embora seja vista como fútil e desligada, na verdade é uma mulher muito inteligente e pragmática. Ela esconde um segredo com sua irmã, a grande vilã "Adma" (Cássia Kis). A personagem ganhou muita repercussão por seu tom cômica e rendeu à atriz os principais prêmios da televisão, incluindo dois Prêmios Qualidade Brasil, um Prêmio Extra e um Melhores do Ano, todos na categoria de melhor atriz coadjuvante, além da distinção de melhor atriz cômica no Prêmio Contigo! de TV.
No cinema, em 2001, atuou no suspense Bufo & Spallanzani, de Flávio R. Tambellini, o qual é baseado no livro homônimo de Rubem Fonseca, onde ela interpreta "Zilda". Com o término das gravações de Porto dos Milagres, entrou em cartaz no teatro com a peça infantil O Fantasma do Teatro, uma adaptação de Cláudio Botelho, e, neste período, limitou suas atuações na televisão fazendo apenas participações em seriados, como Sítio do Pica Pau Amarelo, Os Normais e Brava Gente. Em 2003, volta às novelas como a engraçada "Tim Tim" em  Agora É Que São Elas, de Ricardo Linhares. Na trama, sua personagem fazia par românitco com "Honório", papel de Nuno Leal Maia. Neste ano, interpreta Zuzu Angel no programa de investigação policial Linha Direta, no episódio "O Caso Zuzu Angel", que relata a história da famosa estilista que se opôs ao regime militar brasileiro após o desaparecimento do filho.
Estrelou a comédia As Alegres Comadres (2003), de Leila Hipolito, ao lado de Guilherme Karan, Elisa Lucinda e grande elenco, que conta a história de um ex-militar português (interpretado por Karan), trambiqueiro e falido, que chega à Tiradentes e, para ganhar dinheiro, tenta seduzir duas ricas e honradas senhoras (papéis de Polessa e Lucinda). No teatro, trabalhou mais uma vez com a dupla de autores Miguel Falabella e Maria Carmem Barbosa na comédia Síndrome - Loucos como Nós, estrelada por ela, Luciana Braga e Miguel Magno. Os atores interpretam diversos personagens e a trama gira em torno de síndromes psiquiátricas em diversas histórias que se cruzam. Em 2004, apareceu em episódios dos seriados Sob Nova Direção, estrelado por Heloísa Perissé e Ingrid Guimarães, e Carga Pesada, estrelado por Antônio Fagundes e Stênio Garcia.
Em 2005, retorna às telenovelas à convite dos autores Miguel Falabella e Maria Carmem Barbosa, destacando-se como a grande vilã "Ester Bogari" em A Lua Me Disse, uma mulher amargurada e sem escrúpulos, personagem completamente distinto dos tipos cômicos que costumava interpretar. Sua personagem é mãe de "Gustavo" (Wagner Moura) e "Ricardo" (Frank Borges), e principal acionista do Banco Benate Bogari. Com um passado misterioso, um presente repleto de fantasmas e um futuro focado na vingança, ela nunca perdoou "Heloísa" (Adriana Esteves) pelo amor de "Ricardo" e a culpa pela morte do filho. "Ester" não hesita em usar qualquer meio para atingir seus objetivos. No mesmo ano, aparece nos filmes Gaijin: Ama-me como Sou, drama dirigido por Tizuka Yamazaki, que conta a história dos imigrantes japoneses no Brasil, e Manual para Atropelar Cachorro, premiado curta-metragem dirigido e estrelado por Rafael Primot.
Em 2006, é mais uma vez reconhecida por seu desempenho no teatro com a peça Não Sou Feliz, Mas Tenho Marido, onde interpreta "Viviana", uma mulher casada há 27 anos que finalmente consegue lançar seu livro e conta detalhes sobre seu casamento e o dilema entre o equilíbrio da comunhão e a preservação da individualidade. A peça é baseada no best-seller homônimo da jornalista argentina Vivianna Gómez Thorpe e rendeu à atriz uma indicação de ao Prêmio Shell e um vitória no Prêmio Qualidade Brasil como melhor atriz de teatro. No cinema, protagoniza o suspense Achados e Perdidos, de José Joffily, ao lado de Antônio Fagundes e Juliana Knust. O filme acompanha um delegado de polícia aposentado (papel de Fagundes) que torna-se o principal suspeito do assassinato de sua namorada (papel de Polessa) quando esta é encontrada morta em sua casa. Zezé recebeu, pelo filme, uma indicação ao Grande Otelo de Melhor Atriz, além de ter sido premiada como melhor atriz no Miami Brazilian Film Festival e melhor atriz coadjuvante no Prêmio Contigo! de Cinema Nacional.
Em 2007, atua como convidada especial na série O Sistema, protagonizada por Selton Mello e Graziella Moretto, e está no elenco da minissérie Amazônia, de Galvez a Chico Mendes, que conta a história da criação e emancipação do estado do Acre, no papel de "Justine". Em 2008, vive um de seus grandes momentos na televisão como a cômica "Ivete" em Beleza Pura, novela de Andréa Maltarolli, onde ela fez muito sucesso ao lado de Isis Valverde, que interpretava sua filha "Rakelli". Sua personagem é uma mulher batalhadora e expansiva, que no passado era chacrete. É proprietária de um salão de beleza no subúrbio e sonha em ter uma clínica de estética prestigiada. Em 2009, participa de alguns episódios do sitcom Toma Lá, Dá Cá, como "Harolda Neves", uma jornalista de um jornal de emergentes que espalha o caos no condomínio.

### 2010—19:Quem Tem Medo de Virgínia Woolf?

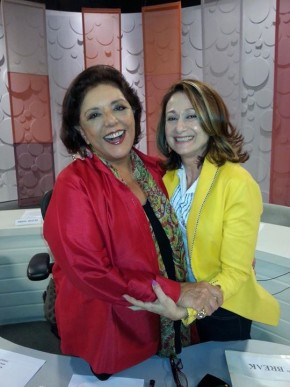
Polessa com Leda Nagle em entrevista ao Sem Censura, da TV Brasil, em 2013.

Em 2010, destacou-se na pele da vilã manipuladora e sem escrúpulos "Sofia" na novela Escrito nas Estrelas, de Elizabeth Jhin, ganhando atenção do público ao lado de Débora Falabella, que interpretava sua filha e, juntas, formam uma dupla de vilãs cômicas. Por esse trabalho, recebeu elogios da crítica, sendo este um de seus grandes trabalhos, que lhe valeu a distinção de Melhor Atriz Coadjuvante no Prêmio Quem de Televisão. No mesmo ano, recebe uma indicação de Melhor Atriz no Prêmio ACIE de Cinema por sua atuação no filme de comédia dramática O Bem-Amado, dirigido por Guel Arraes. No filme, ela interpreta "Dorotéia Cajazeira", que completa o trio das "Irmãs Cajazeiras" ao lado de Andréa Beltrão e Drica Moraes.
Despontou em 2011 ao interpretar a primeira-dama "Ternurinha", de Cordel Encantado, sucesso que encantou a audiência da faixa das seis da TV Globo, graças à produção de alta qualidade e à narrativa envolvente, que combinou elementos da cultura europeia com características tipicamente brasileiras. Sua personagem é a alma gêmea do prefeito "Patácio Peixoto" (Marcos Caruso) e sua principal aliada. Deslumbrada com o título de primeira-dama da cidade, ela faz de tudo para se aproximar dos nobres e imitar seus gestos e trajes com a chegada da corte de Seráfia a Brogodó. Ela acaba se envolvendo com "Zóio-Furado" (Tuca Andrada). Em 2012, volta ao horário nobre em Salve Jorge, de Glória Perez, no papel de "Berna Ayata", uma turca de boas condições de vida que sofre com a adoção de "Aisha" (Dani Moreno), pois, depois de anos, vem à tona que esta foi adotada ilegalmete e retirada de sua família no Brasil. A personagem foi inspirada em um caso real, assim como outras tramas da novela que tem como tema central o tráfico humano.
Em 2013, volta a viver grandes momentos no teatro com a peça Quem Tem Medo de Virgínia Woolf?, de Edward Albee. Em sua carreira, viveu grandes momentos no teatro com textos exploram a relação de casais, sendo esta a terceira composição –anteriormente, O Submarino (1998) e Não Sou Feliz, Mas Tenho Marido (2006) explorama o tema, sendo esta úlitma diriga pelo diretor de Virgínia Woolf, Victor Garcia Peralta. A trama se passa na casa de "Marta" e "Jorge" (Daniel Dantas), quando o casal recebe os jovens "Nick" (Erom Cordeiro) e "Mel" (Ana Kutner). A partir daí, inicia-se um intenso confronto entre os anfitriões — um professor universitário e a filha do reitor — e os convidados, repleto de ofensas e tensões. Ela se inspirou em Bette Davis para compor o visual de "Marta", refletindo uma estrela desgastada pela vida acadêmica e por um marido estagnado. A personagem deseja que o marido realize um sonho que acredita ser o do pai. Por sua performance, Polessa foi amplamente elogiada pela crítica, com indiacações às principais premiações, incluindo os Prêmios Qualidade Brasil, Shell e Cenym de teatro.
No cinema, em 2014, participa do drama biográfico Irmã Dulce, de Vicente Amorim, que traz Regina Braga no papel da freira e santa católica Irmã Dulce, notável por suas obras de caridade. Pelo papel de "Dulcinha", a irmã da freira, ela recebeu uma indicação ao Grande Otelo de Melhor Atriz Coadjuvante, prêmio da Academia Brasileira de Cinema. Também está no elenco da novela Império, escrita por Aguinaldo Silva para o horário das nove. Sua personagem é a cômica interesseira "Magnólia", que ao lado do marido, "Severo" (Tato Gabus Mendes), faz de tudo para se dar bem na vida e ganhar dinheiro, inclusive incentivar o romance de sua filha "Isis" (Marina Ruy Barbosa) com um homem rico apenas pelo dinheiro.
Em 2015, aparece no filme Chatô, o Rei do Brasil, dirigido por Guilherme Fontes, que traz uma versão romantizada da vida do paraibano Assis Chateaubriand, magnata da comunicação e fundador dos Diários Associados. Apesar de ter sido lançado em 2015, o processo de produção do filme passou por inúmeras, controvérsias, sendo gravado entre 1999 e 2004. Em 2016, participa da novela Liberdade, Liberdade, que conta a história ficcional de "Joaquina" (Andreia Horta), filha do mártir Tiradentes. A trama começa no período da Inconfidência Mineira, no século XVIII, em Vila Rica, onde ela interpreta a misteriosa curandeira "Ascensão", um dos papéis centrais da trama, e que deixava no ar um mistério de que se tratava ou não de uma bruxa. No mesmo ano, volta aos cinemas nas comédia Desculpe o Transtorno, de Tomás Portella, fazendo uma participação como "Yvonne", e protagoniza com Daniel Dantas, Fernanda Paes Leme e Paulo Vilhena a comédia romântica O Amor no Divã, onde interpreta a terapeuta de casais "Malka Stein" que vive uma crise em seu próprio casamento de 30 anos.
Em 2017, atua na novela A Força do Querer, mais uma parceria com a autora Glória Perez, onde deu vida a extravagante "Ednalva", uma divertida paraense, mãe da protagonista "Ritinha", vivida por Isis Valverde, repetindo a parceria de mãe e filha que fizeram em Beleza Pura. Em 2018, aceita o convite de Aguinaldo Silva para atuar em sua novela, O Sétimo Guardião, onde surge na pele da mística esotérica "Milu", uma mulher que decifra diversos mistérios e carrega consigo o dom de prever o futuro, sendo uma das guardiãs das águas da fonte milagrosa que movimenta o folhetim. Em 2019, grava o especial de natal Juntos a Magia Acontece e atua na peça A Mentira, voltando aos palcos com Miguel Falabella numa peça sobre infidelidade.

### 2020—presente:Dança dos Famosose atuações recentes

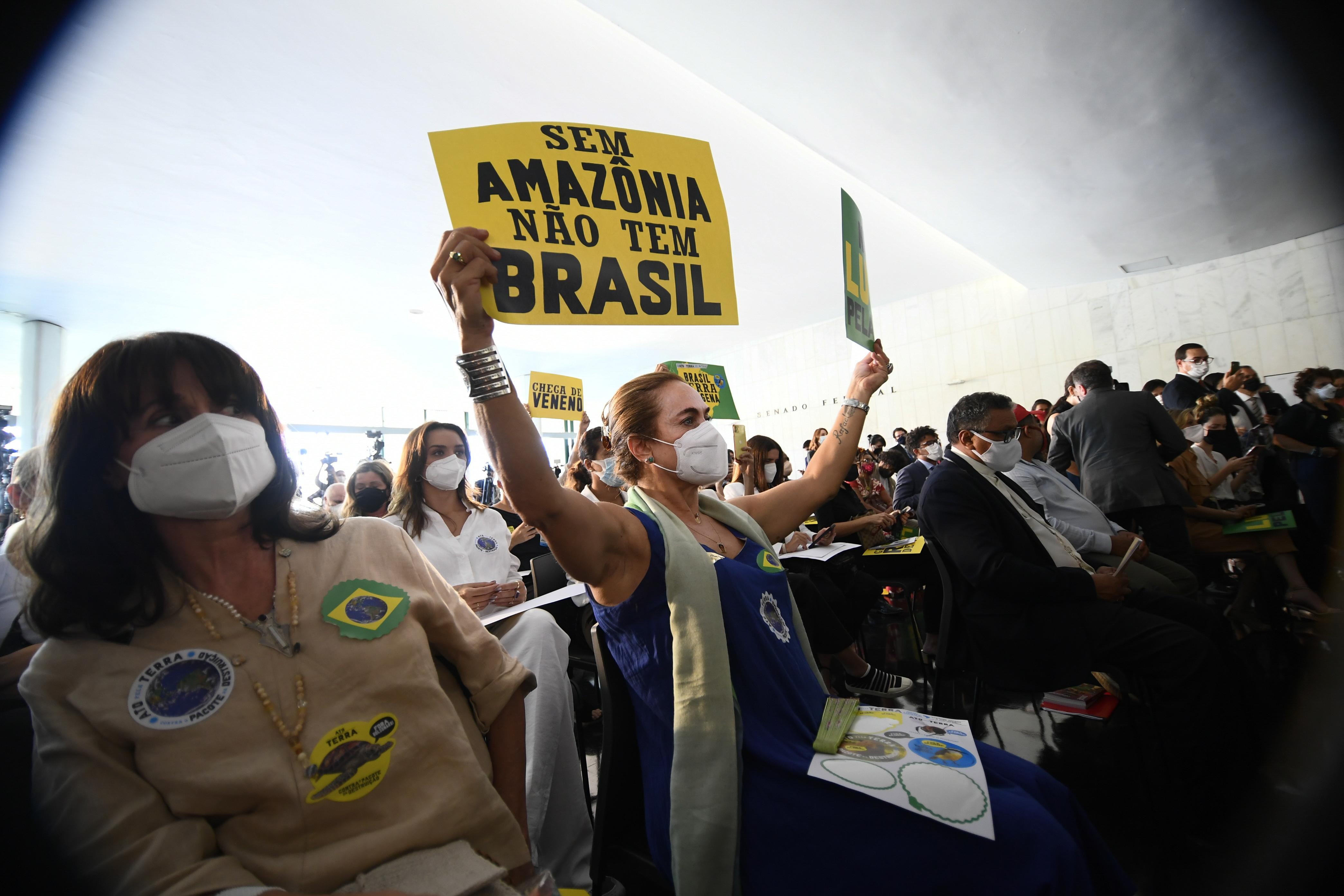
Polessa no Ato Pela Terra, em 2022.

Em 2021, é convidada para atuar na segunda temporada de Verdades Secretas II, escrita por Walcyr Carrasco e exibida originalmente no Globoplay, numa trama que explora o mundo da moda e da prostituição. Sua personagem é "Berta", uma avó bastante controversa que apoia o neto, "Matheus" (Bruno Montaleone) a se prostituir para ganhar dinheiro. "Berta" é uma personagem cuja amoralidade está ligada à sua condição social, à miséria econômica e ao amor profundo pelo neto. Ela faz tudo por ele, demonstrando uma devoção extrema. É sua primeira avó de neto grande, e para interpretar o papel, usou uma peruca branca que fez com que sua mãe não a reconhecesse em cena.
Em 2022, é convidada para participar do reality show Dança dos Famosos, apresentado no programa Domingão com Huck. A atriz aceitou o desafio e terminou a competição como 12ª colocada. No cinema, protagonizou com Otávio Augusto, Isabelle Drummond e Rafael Infante a comédia Minha Família Perfeita, de José Joffily. A trama segue Fred (Rafael), um publicitário bem-sucedido prestes a se casar com Denise (Isabelle), o amor de sua vida. No entanto, ele guarda um segredo: sua família é extremamente excêntrica. Para evitar problemas, decide contratar atores para interpretá-los, mas o plano dá errado quando o grupo de atores acaba sendo ainda mais alucinado do que a família verdadeira.
Em 2023, atua no episódio "Verdades no Ar" da minissérie Histórias Quase Verdadeiras, ao lado de Giulia Gam e Cristina Mutarelli como três velhas amigas que decidem fazer uma viagem internacional, mas, por conta do medo de voar de avião, as três começam a soltar algumas verdades difíceis de encarar. No mesmo ano, interpreta a primeira-dama "Cândida" em Amor Perfeito, novela de Duca Rachid e Júlio Fischer, fazendo par romântico com Paulo Betti. Sua personagem é proveniente de uma família de políticos, foi através dela que o marido conseguiu se tornar prefeito. Dominadora e devota, ela obrigou o filho caçula a permanecer na Irmandade por causa de uma promessa, na esperança de que ele se torne padre. Ela é a força por trás do prefeito, que, por sua vez, evita confrontá-la diretamente, optando por agir às suas costas.

## Vida pessoal
A atriz é mãe do roteirista e tradutor João Polessa Dantas, nascido em 1981 do seu relacionamento com o também ator Daniel Dantas. Ela também foi casada com Paulo José.[carece de fontes?]
Em janeiro de 2013, a atriz foi acusada pelo colunista de fofocas Léo Dias de ter destratado o motorista Nelson Lopes, que errou o trajeto a caminho do set de gravação. Nelson faleceu de infarto no mesmo dia. Parentes de Nelson contaram que tinha problemas cardíacos e passou mal após a suposta discussão.  A acusação não se sustentou, pelo que "o inquérito policial instaurado para apuração dos fatos narrados restou arquivado por requerimento do Ministério Público, por não vislumbrar qualquer ilícito praticado". O caso foi arquivado, sendo descrito como um exagero investigatório. Zezé foi indenizada pelo jornalista que publicou a matéria sensacionalista a respeito do episódio.

## Teatro
| Ano     | Nome                                 |
| ------- | ------------------------------------ |
| 1973    | Drácula                              |
| 1974    | Às Armas                             |
| 1974    | Os Infortúnios de Mimi Boaventura    |
| 1975    | Os Peixes da Babilônia               |
| 1977    | A Fabulosa História de Melão City    |
| 1977    | Balaço Barco                         |
| 1979    | O Despertar da Primavera             |
| 1980    | Chapeuzinho Amarelo                  |
| 1982    | Moço em Estado de Sítio              |
| 1982    | Mabel Mabel                          |
| 1983    | O Círculo de Giz Caucasiano          |
| 1983    | A Família Titanic                    |
| 1983    | Folias do Coração                    |
| 1984    | O Beijo no Asfalto                   |
| 1986    | El Grande de Coca Cola               |
| 1986    | Rita Formiga                         |
| 1987    | Ensaio nº 4 - Os Possessos           |
| 1987    | Jou Jou Balangandãs                  |
| 1988    | Noel Rosa - um Musical               |
| 1988    | Delicadas Torturas                   |
| 1992    | A Mulher que Matou os Peixes         |
| 1993    | Mephisto                             |
| 1995    | Lágrimas Amargas de um Guarda Chuva  |
| 1996    | Florbela Espanca, a Bela do Alentejo |
| 1998    | O Submarino                          |
| 2000    | Crioula                              |
| 2000    | Os Monólogos da Vagina               |
| 2002    | O Fantasma do Theatro                |
| 2004    | Síndromes - Loucos como Nós          |
| 2006–09 | Não Sou Feliz, Mas Tenho Marido      |
| 2013–14 | Quem Tem Medo de Virginia Woolf?     |
| 2019    | A Mentira                            |
| 2024    | Nara                                 |

## Filmografia

### Televisão
| Ano  | Título                             | Personagem                                                  | Notas                                                                  |
| ---- | ---------------------------------- | ----------------------------------------------------------- | ---------------------------------------------------------------------- |
| 1985 | Tudo em Cima                       | Clara                                                       |                                                                        |
| 1985 | Tamanho Família                    | Duda                                                        |                                                                        |
| 1988 | Grupo Escolacho                    | —                                                           |                                                                        |
| 1989 | Top Model                          | Anastácia Passos (Naná)                                     |                                                                        |
| 1991 | Vamp                               | Sílvia Sousa                                                |                                                                        |
| 1991 | Doris para Maiores                 | Ela mesma                                                   |                                                                        |
| 1991 | O Portador                         | Vilma                                                       |                                                                        |
| 1992 | As Noivas de Copacabana            | Mariana França                                              |                                                                        |
| 1992 | Você Decide                        | —                                                           | Episódio: "Prova Final"                                                |
| 1993 | Você Decide                        | —                                                           | Episódio: "Escrito nas Estrelas"                                       |
| 1994 | Memorial de Maria Moura            | Firma                                                       |                                                                        |
| 1994 | Você Decide                        | —                                                           | Episódio: "Cinderela"                                                  |
| 1995 | Decadência                         | Jandira                                                     |                                                                        |
| 1995 | Explode Coração                    | Mila Tolentino                                              |                                                                        |
| 1995 | Você Decide                        | —                                                           | Episódio: "Branca de Neve"                                             |
| 1996 | Salsa e Merengue                   | Marinelza Bolla                                             |                                                                        |
| 1998 | Hilda Furacão                      | Dona Neném                                                  |                                                                        |
| 1998 | Sai de Baixo                       | Lola Antibes                                                | Episódio: "Um Conde Chamado Desejo"                                    |
| 1998 | Você Decide                        | Marina                                                      | Episódio: "O Flagrante"                                                |
| 1998 | Você Decide                        | —                                                           | Episódio: "O Rapto da Sogra"                                           |
| 1998 | Xuxa Especial: Uma Carta para Deus | —                                                           | Especial de fim de ano                                                 |
| 1999 | Andando nas Nuvens                 | Bonitona                                                    |                                                                        |
| 1999 | Você Decide                        | Marlene                                                     | Episódio: "Forró Bandido"                                              |
| 2000 | Garotas do Programa                | Vários personagens                                          |                                                                        |
| 2000 | Você Decide                        | Marlene                                                     | Episódio: "Vício de Matar"                                             |
| 2001 | Porto dos Milagres                 | Amapola Ferraço                                             |                                                                        |
| 2002 | Sítio do Picapau Amarelo           | Aranha Secretária                                           | Episódio: "O Menino Bruxo" Episódio: "A Convenção das Bruxas"          |
| 2002 | Os Normais                         | Cibele                                                      | Episódio: "Sensações Normais"                                          |
| 2002 | Brava Gente                        | Francelina                                                  | Episódio: "A Casa Errada"                                              |
| 2003 | Agora É que São Elas               | Mirtes Saldanha (Tim Tim)                                   |                                                                        |
| 2003 | Linha Direta                       | Zuzu Angel                                                  | Episódio: "O Caso Zuzu Angel"                                          |
| 2004 | Sob Nova Direção                   | Mãe de Zoraide                                              | Episódio: "O Casamento do Meu Melhor Inimigo"                          |
| 2004 | Carga Pesada                       | Gabriela                                                    | Episódio: "E Agora, Companheiros?"                                     |
| 2005 | A Lua Me Disse                     | Ester Bogari Prado (Dionísia Ferraz)                        |                                                                        |
| 2006 | Dom                                | Teresa                                                      | Especial de fim de ano                                                 |
| 2007 | O Sistema                          | Valquíria                                                   |                                                                        |
| 2007 | Amazônia, de Galvez a Chico Mendes | Justine                                                     |                                                                        |
| 2008 | Beleza Pura                        | Ivete Santos                                                |                                                                        |
| 2009 | Toma Lá, Dá Cá                     | Harolda Neves                                               | Episódio: "Cada Macaco no Seu Galho" Episódio: "Por Causa da Maionese" |
| 2010 | Escrito nas Estrelas               | Sofia Tavares Miranda                                       |                                                                        |
| 2010 | Escrito nas Estrelas               | Sofia Loren                                                 |                                                                        |
| 2011 | Cordel Encantado                   | Maria Bem-Aventurada da Ternura Guerra Peixoto (Ternurinha) |                                                                        |
| 2012 | Salve Jorge                        | Berna Ayata                                                 |                                                                        |
| 2014 | Império                            | Magnólia Ferreira da Costa                                  |                                                                        |
| 2016 | Liberdade, Liberdade               | Ascensão Tereza de Lajedo                                   |                                                                        |
| 2017 | A Força do Querer                  | Edinalva Ferreira                                           |                                                                        |
| 2018 | O Sétimo Guardião                  | Milu Negromonte                                             |                                                                        |
| 2019 | Juntos a Magia Acontece            | Zilda                                                       |                                                                        |
| 2021 | Verdades Secretas II               | Berta                                                       |                                                                        |
| 2022 | Dança dos Famosos                  | Participante (12º lugar)                                    | Temporada 19                                                           |
| 2023 | Histórias Quase Verdadeiras        | Ana Cristina                                                | Episódio: "Verdades no Ar"                                             |
| 2023 | Amor Perfeito                      | Cândida Evaristo                                            |                                                                        |

### Cinema
| Ano  | Título                         | Personagem              | Nota           |
| ---- | ------------------------------ | ----------------------- | -------------- |
| 1987 | Romance da Empregada           | Garçonete               |                |
| 1993 | O Coringa                      | —                       | Curta-metragem |
| 1996 | Cheque-Mate                    | —                       | Curta-metragem |
| 1997 | Doces Poderes                  | Jornalista de Brasília  |                |
| 1997 | Dedicatórias                   | Viúva                   | Curta-metragem |
| 2001 | Bufo & Spallanzani             | Zilda                   |                |
| 2003 | As Alegres Comadres            | Mrs. Lima               |                |
| 2005 | Gaijin - Ama-me como sou       | Gina Salinas            |                |
| 2005 | Manual Para Atropelar Cachorro | Madá                    | Curta-metragem |
| 2006 | Achados e Perdidos             | Magali                  |                |
| 2007 | Caixa Dois                     | Angelina Barbosa (Lina) |                |
| 2010 | O Bem-Amado                    | Dorotea Cajazeira       |                |
| 2014 | Irmã Dulce                     | Dulcinha                |                |
| 2015 | Chatô, o Rei do Brasil         | Germana de Almeida      |                |
| 2016 | Desculpe o Transtorno          | Dona Yvonne             |                |
| 2016 | O Amor no Divã                 | Malka Stein             |                |
| 2022 | Minha Família Perfeita         | Caterina                |                |

## Prêmios e indicações
| Ano  | Associações                                    | Categoria                                   | Nomeações                             | Resultado | Ref.    |
| ---- | ---------------------------------------------- | ------------------------------------------- | ------------------------------------- | --------- | ------- |
| 1974 | Prêmio Associação Carioca de Críticos Teatrais | Melhor Atriz Revelação                      | Os Infortúnios de Mimi Boaventura     | Venceu    |         |
| 1983 | Prêmio Mambembe                                | Melhor Atriz em Peça Infantil               | Mabel, Mabel                          | Indicada  | [ 102 ] |
| 1984 | Prêmio Mambembe                                | Melhor Atriz em Peça Infantil               | Dito e Feito                          | Indicada  |         |
| 1994 | Prêmio APCA de Televisão                       | Melhor Atriz Coadjuvante — Televisão        | Memorial de Maria Moura               | Venceu    |         |
| 1994 | Prêmio Coca-Cola de Teatro Jovem               | Melhor Atriz                                | A Mulher que Matou os Peixes          | Venceu    | [ 103 ] |
| 1994 | Prêmio Mambembe                                | Melhor Atriz em Peça Infantil               | A Mulher que Matou os Peixes          | Venceu    | [ 104 ] |
| 1996 | Prêmio Shell                                   | Melhor Atriz de Teatro                      | Florbela Espanca - A Bela do Alentejo | Indicada  | [ 105 ] |
| 1997 | Festival de Cinema de Gramado                  | Melhor Atriz de Curta-Metragem (em 35mm)    | Dedicatórias                          | Venceu    | [ 106 ] |
| 1997 | Prêmio Contigo! de TV                          | Melhor Atriz Coadjuvante de Novela ou Série | Salsa e Merengue                      | Venceu    |         |
| 2001 | Prêmio Extra de Televisão                      | Melhor Atriz                                | Porto dos Milagres                    | Venceu    | [ 107 ] |
| 2001 | Prêmio Globo de Melhores do Ano                | Melhor Atriz Coadjuvante                    | Porto dos Milagres                    | Venceu    | [ 108 ] |
| 2001 | Prêmio Qualidade Brasil                        | Televisão: Melhor Atriz Coadjuvante — SP    | Porto dos Milagres                    | Venceu    | [ 109 ] |
| 2001 | Prêmio Qualidade Brasil                        | Televisão: Melhor Atriz Coadjuvante — RJ    | Porto dos Milagres                    | Venceu    | [ 109 ] |
| 2002 | Prêmio Contigo! de TV                          | Melhor Atriz Cômica                         | Porto dos Milagres                    | Venceu    | [ 110 ] |
| 2005 | Prêmio Qualidade Brasil                        | Televisão: Melhor Atriz — SP                | A Lua me Disse                        | Indicada  |         |
| 2005 | Prêmio Qualidade Brasil                        | Televisão: Melhor Atriz — RJ                | A Lua me Disse                        | Indicada  |         |
| 2006 | Prêmio Shell                                   | Melhor Atriz de Teatro                      | Não Sou Feliz, Mas Tenho Marido       | Indicada  | [ 111 ] |
| 2006 | Prêmio Qualidade Brasil                        | Melhor Atriz Teatral Comédia                | Não Sou Feliz, Mas Tenho Marido       | Venceu    | [ 111 ] |
| 2006 | Miami Brazilian Film Festival                  | Melhor Atriz                                | Achados e Perdidos                    | Venceu    | [ 112 ] |
| 2007 | Prêmio Contigo! de Cinema Nacional             | Melhor Atriz Coadjuvante                    | Achados e Perdidos                    | Venceu    | [ 113 ] |
| 2007 | Grande Prêmio do Cinema Brasileiro             | Melhor Atriz                                | Achados e Perdidos                    | Indicado  | [ 114 ] |
| 2007 | Prêmio Qualidade Brasil                        | Televisão: Melhor Atriz Coadjuvante         | Amazônia, de Galvez a Chico Mendes    | Indicada  | [ 115 ] |
| 2010 | Prêmio Extra de Televisão                      | Melhor Atriz Coadjuvante                    | Escrito nas Estrelas                  | Indicada  | [ 116 ] |
| 2010 | Prêmio Qualidade Brasil                        | Televisão: Melhor Atriz Coadjuvante         | Escrito nas Estrelas                  | Indicada  | [ 117 ] |
| 2010 | Prêmio Tudo de Bom - Jornal O Dia              | Atriz do Ano                                | Escrito nas Estrelas                  | Indicada  | [ 118 ] |
| 2010 | Prêmio Quem de Televisão                       | Melhor Atriz Coadjuvante                    | Escrito nas Estrelas                  | Venceu    | [ 119 ] |
| 2011 | Prêmio ACIE de Cinema                          | Melhor Atriz                                | O Bem-Amado                           | Indicado  | [ 120 ] |
| 2011 | Prêmio Qualidade Brasil                        | Televisão: Melhor Atriz de Minissérie       | O Bem-Amado                           | Indicada  | [ 121 ] |
| 2011 | Prêmio Extra de Televisão                      | Melhor Atriz Coadjuvante                    | Cordel Encantado                      | Indicada  | [ 122 ] |
| 2012 | Prêmio Contigo! de TV                          | Melhor Atriz Coadjuvante de Novela ou Série | Cordel Encantado                      | Indicada  | [ 123 ] |
| 2013 | Prêmio Shell                                   | Melhor Atriz de Teatro                      | Quem Tem Medo de Virgínia Wolf?       | Indicada  | [ 124 ] |
| 2014 | Prêmio Cesgranrio de Teatro                    | Melhor Atriz                                | Quem Tem Medo de Virgínia Wolf?       | Venceu    | [ 125 ] |
| 2014 | Prêmio Cenym de Teatro                         | Melhor Atriz                                | Quem Tem Medo de Virgínia Wolf?       | Indicada  | [ 126 ] |
| 2014 | Prêmio Qualidade Brasil                        | Melhor Atriz Teatral Drama                  | Quem Tem Medo de Virgínia Wolf?       | Indicada  | [ 127 ] |
| 2015 | Grande Prêmio do Cinema Brasileiro             | Melhor Atriz Coadjuvante                    | Irmã Dulce                            | Indicada  | [ 128 ] |
| 2017 | Prêmio Globo de Melhores do Ano                | Melhor Atriz Coadjuvante                    | A Força do Querer                     | Indicada  |         |
| 2017 | Melhores do Ano NaTelinha                      | Melhor Atriz Coadjuvante                    | A Força do Querer                     | Indicada  | [ 129 ] |
| 2017 | Melhores do Ano Minha Novela                   | Melhor Atriz Coadjuvante                    | A Força do Querer                     | Indicada  | [ 130 ] |